# Rafaíl Koumentákis
Rafaíl Koumentákis (en grec moderne : Ραφαήλ Κουμεντάκης, né le 5 mai 1993 à Thessalonique) est un joueur grec de volley-ball. Il mesure 2,03 m et joue réceptionneur-attaquant. Il totalise plus de 86 sélections en équipe de Grèce.

## Clubs
| Club                      | De            | À             |
| ------------------------- | ------------- | ------------- |
| Ethnikós Alexandroúpolis  | 2010-2011     | 2012-2013     |
| Porto Robur Costa Ravenne | 2013-2014     | 2015-2016     |
| Cuprum Lubin              | 2016-2017     | 2016-2017     |
| Nantes-Rezé MV            | juin 2017     | décembre 2017 |
| PAOK Salonique            | décembre 2017 | juin 2018     |
| Olympiakos Le Pirée       | 2018-2019     | 2019-2020     |
| PAOK Salonique            | 2020-2021     | 2021-2022     |
| Olympiakos Le Pirée       | 2022-2023     | En cours      |

## Palmarès

### En sélection nationale
- Ligue européenne (1)
  -  : 2014.

### En club
- Challenge Cup
  -  : 2023
- Coupe de Grèce (4)
  - Vainqueur : 2018, 2022, 2024, 2025
  - Finaliste : 2023

- Championnat de Grèce (3)
  - Vainqueur : 2019, 2023, 2024
  - Finaliste : 2018, 2020

- Coupe de la Ligue grecque (2)
  - Vainqueur : 2019, 2024-251
  - Finaliste : 2020, 2022, 2023

- Super Coupe de Grèce (1)
  - Vainqueur : 20242
  - Finaliste : 2021, 20233

- 1 : La finale de la Coupe de la Ligue de la saison 2024-25 a eu lieu le 11 décembre 2024
- 2 : La finale du Super Coupe concernant la saison 2023-24 a eu lieu le 4 février 2025.
- 3 : La finale du Super Coupe concernant la saison 2022-23 a eu lieu le 24 janvier 2024.

### Distinctions individuelles
- 2011-2012: Championnat de Grèce — Meilleur athlète U20 [1]
- 2018: Coupe de Grèce — MVP [2]
- 2017-2018: Championnat de Grèce — Meilleur Réceptionneur-attaquant [3]
- 2022: Coupe de Grèce — MVP [4]